# Liberté d'association en France
 (mars 2024).
Si vous disposez d'ouvrages ou d'articles de référence ou si vous connaissez des sites web de qualité traitant du thème abordé ici, merci de compléter l'article en donnant les références utiles à sa vérifiabilité et en les liant à la section « Notes et références ».
En droit français, la liberté d'association consiste en la possibilité de former ou de rejoindre un groupe pour une durée prolongée. C'est le droit de constituer, d'adhérer et de refuser d'adhérer à une association.
La liberté d'association est constitutionnalisée par la décision du Conseil constitutionnel français du 16 juillet 1971 qui lui donne le statut de Principe fondamental reconnu par les lois de la République. Cette décision du Conseil constitutionnel français du 16 juillet 1971 va être un tournant dans les fonctions mêmes du conseil constitutionnel : donnant ainsi le caractère constitutionnel aux libertés fondamentales, le conseil constitutionnel va devenir gardien des droits et libertés fondamentales.
Dans les départements du Rhin et la Moselle, la loi de 1901 ne s'applique pas. En effet, c'est le code civil local qui fixe les modalités d'association. Ces articles sont en fait ceux de la loi allemande sur les associations de 1908. Principales différences : les associations sont inscrites au registre des associations tenu par le tribunal d'instance et non à la préfecture, il faut 7 membres pour inscrire une association, une association peut librement être à but lucratif. On appelle parfois improprement ces associations « loi 1908 ».

## Limites
Les restrictions consistent à garantir la sécurité nationale, l'atteinte à la forme républicaine du Gouvernement, l'intégrité territoriale, la sûreté publique, la défense de l'ordre, la prévention du crime, la protection de la santé, de la morale, la protection de la réputation d'autrui.

## Histoire de la liberté d'association

### Début duIIemillénaire
À partir du début du IIe millénaire, les villes se développent en Occident. L'artisanat se renforce en milieu urbain. Le besoin de s'associer est né de la volonté de partager des savoir-faire entre personnes exerçant un même métier. Vers le XIIe siècle, apparaissent des communautés de métiers qui rassemblent des personnes souhaitant définir leurs devoirs et faire valoir leurs droits. Ces communautés étaient réglementées d'une façon plus ou moins homogène selon les villes.

### Ancien Régime
Sous l'Ancien Régime, le terme société est consacré aux associations volontaires de personnes dont le but est commercial, et celui de communauté aux autres. Il existe aussi de nombreuses associations récréatives ou clubs qui restent informelles et officieuses. Les communautés qui sont considérées comme d'intérêt public, comme les communautés professionnelles, les associations d'assistance, les communautés d'habitants, les confréries charitables, ont leurs statuts publiés comme lettres patentes, ce qui est l'équivalent actuel d'un décret pris en conseil d'État.
Les monarchies successives se méfient de ces réseaux organisés susceptibles de constituer des contre-pouvoirs. L'attitude de l'autorité royale varie entre la mise sous tutelle des associations dont elle reconnaît l'utilité et la répression de celles susceptibles de représenter une menace. Les associations qui n'ont pas été approuvées sont prohibées et agissent clandestinement. Pour le juriste Jean Domat, « Il ne peut y avoir de corps ni de communauté sans la permission du roi ».
Les associations autorisées bénéficient de privilèges. À partir du XVIIe siècle, le système des communautés de métiers et de manufactures privilégiées deviennent des corporations directement soumises à la royauté. De démocratique, leur fonctionnement devient oligarchique. Consacrées à la défense de leurs privilèges, elles sont hostiles au modèle manufacturier anglais, aux innovations technologiques et sociales.
Pendant le siècle des Lumières, les économistes libéraux y voient un frein au développement en France, les partisans des idées révolutionnaires les jugent anachroniques. L'esprit des Lumières amalgame les structures institutionnalisées archaïques et les associations d'entraide volontaire. En février 1776, Turgot tente de les supprimer en même temps que tous les droits de douane, mais cela provoque une grave crise économique et sociale qui oblige Jacques Necker à les rétablir dès le mois d'août.

### Révolution française
Si la Déclaration des droits de l'homme et du citoyen de 1789 évoque dans son article II la notion d'association, c'est pour parler d' "association politique" dont "le but est des conserver les droits naturels et imprescriptibles de l'homme", pas du tout d'associations d'intérêt privé, éducatives, culturelles, charitables, ou cultuelles, qui vont rapidement être proscrites.
Sous la Révolution, l'Assemblée nationale consacre d'abord pleinement « le droit de s'assembler paisiblement et de former entre eux des sociétés libres, à la charge d'observer les lois qui régissent tous les citoyens. », par la loi du 21 août 1790. À la suite de séditions ouvrières et de la montée de leurs revendications salariales, l'Assemblée nationale dissout toutes les communautés religieuses, d'habitants, de métiers, les collèges, les hôpitaux, les confréries charitables, les congrégations, qui étaient innombrables, et interdit, par le décret d'Allarde (2 et 17 mars 1791) et la loi Le Chapelier (14 juin 1791), de reformer des associations d'ouvriers ou d'habitants pour défendre leurs intérêts collectifs. Il faudra plus d'un siècle pour que les règlements des métiers fixant le salaire minimum, les conditions de travail, le statut des apprentis, renaissent avec les conventions collectives.
Dans son article 122, la constitution du 6 messidor an I (24 juin 1793) donne aux citoyens le droit de se réunir en sociétés populaires, mais ne sera jamais appliquée.
À cette époque, les loges de francmaçonnerie et les clubs politiques se multiplient, mais toutes les associations qui sont soupçonnées d'opposition sont dénoncées comme des ligues factieuses et condamnées par le Tribunal révolutionnaire. Pendant tout le XIXe siècle, le nombre des sociétés commerciales, les entreprises industrielles et financières, les syndicats patronaux augmentent considérablement, tandis que les associations populaires ou d'ouvriers restent interdites et sont très durement réprimées.
Cette défiance envers toutes les formes d'association, économique et professionnelle, s'explique par la volonté de libérer l'économie d'une part, par la méfiance des révolutionnaires vis-à-vis des corporations d'autre part, ces dernières étant susceptibles de s'immiscer entre le peuple souverain et ses représentants. L'exposé des motifs du décret d'Allarde faisait en effet référence au contrat social de Jean-Jacques Rousseau, qui introduisait une relation directe entre l'individu et la Nation par la loi, expression de la volonté générale. Les différents règlements des Corporations devenaient ainsi caducs.

### LeXIXesiècle et la reconquête de la liberté de s'associer
L'article 291 du code pénal de 1810 réglemente la liberté d'association : « Nulle association de plus de vingt personnes […] ne pourra se former sans l'agrément du Gouvernement. »
Malgré la loi, les associations ouvrières, clubs politiques et sociétés secrètes se multiplient pendant la Restauration puis la monarchie de Juillet. Le débat sur la liberté d'association se développe dans les milieux intellectuels et au parlement, inspirés par l'exemple des États-Unis. La répression s’accentue : la loi du 10 avril 1834 alourdit l'interdiction de 1810.
Le décret du 28 juillet 1848 autorise les réunions des clubs et associations ouvrières sur simple déclaration et publicité des séances et maintient l'interdiction des sociétés secrètes. Le décret précise « Les femmes et les mineurs ne pourront être membres d’un club, ni assister aux séances ». Quelques mois plus tard, la constitution française de 1848 autorise la création d'associations ouvrières ou de secours mutuel, avant d'être abrogée en 1852. La loi du 19 juin 1849 avait alors déjà conduit à la dissolution de nombreuses associations au motif du respect de l'ordre public.
Avec le Second Empire, le régime de l'autorisation préalable est rétabli. Seules les sociétés de secours mutuels échappent à la répression.
Par la suite, une succession de travaux parlementaires vient assouplir les interdictions en place :
- Le 25 mai 1864 la loi Ollivier, abolit le délit de coalition établi par la loi Le Chapelier, autorisant ainsi les grèves sous conditions ;
- La loi du 24 juillet 1867 reconnaît les coopératives ouvrières ;
- La loi du 6 juin 1868 distingue le droit d'association du droit de réunion et reconnaît ce dernier, sans autorisation préalable, tant que l'on n'y traite pas de questions religieuses ou politiques[5] ;
- Le 12 juillet 1875, la loi Laboulaye permet la création d'associations en vue de l'organisation de l'enseignement supérieur ;
- La loi du 30 juin 1881 instaure la liberté de réunion, sur simple déclaration, tout en maintenant l'interdiction des clubs politiques[6] ;
- La loi du 22 mars 1884, dite loi Waldeck-Rousseau, autorise la constitution libre des syndicats professionnels et abroge ainsi définitivement la loi Le Chapelier[7] ;
- Le 1er avril 1898, la même loi s'étend aux associations de secours mutuel.

A cette date, le régime répressif en vigueur est devenu inadapté : un grand nombre d'organisations se sont développées malgré l'interdiction, sans que leurs objets constituent des menaces pour l'ordre public.

### Loi Waldeck-Rousseau sur les associations
En 1900, l'Office du travail dénombre 45 148 associations en France (hors associations politiques et religieuses). Pierre Waldeck-Rousseau, alors Président du Conseil, Ministre de l’Intérieur et des Cultes dépose en novembre 1899 le projet de loi qui aboutira finalement à la loi du 1er juillet 1901.
Les débats sont houleux et passionnés. Ils ne portent plus sur le principe de la liberté d'association, mais surtout sur le statut des congrégations religieuses en droit français. Waldeck-Rousseau propose de les soumettre au droit commun mais, en raison de leur influence et de leur puissance, le parlement préfère les soumettre à l'autorisation préalable.
Votée le 1er juillet 1901, la loi consacre le droit de toute personne en mesure de contracter de s’associer sans autorisation préalable. En faisant du droit de s'associer un contrat, la loi garantit que l'appartenance à une association reste tributaire du consentement de chacun. Les seules limites concernent « un objet illicite, contraire aux lois, aux bonnes mœurs, ou qui aurait pour but de porter atteinte à l'intégrité du territoire national et à la forme républicaine du gouvernement ». Le régime spécifique des congrégations religieuses mène à la création de l'association cultuelle et de l'association diocésaine. En limitant la capacité des associations à posséder des biens fonciers, la loi prévient la constitution de grands domaines par droit de mainmorte.
Des règlements de métiers, appelés Convention collectives, fixant à nouveau collectivement le prix et les conditions de travail d'un métier, les droits sociaux des employés et des apprentis, sont prévus dans une loi en 1919. Il faudra attendre la loi du 24 juin 1936 pour que ces statuts deviennent obligatoires dans toutes les branches.
Par une loi du 12 avril 1939, de nouvelles contraintes encadrent les associations étrangères et les associations composées d’étrangers. Ces discriminations seront abrogées par la loi du 9 octobre 1981.

### Régime de Vichy
Pendant l'Occupation, le régime de Vichy instaure une politique corporatiste dans le cadre de la Révolution nationale, avec des organisations par branches d'activité. Les mutuelles sont préservées, mais les syndicats sont dissous. De nouveaux ordres professionnels sont établis avec adhésion obligatoire : ordre des médecins, ordre des architectes, ordre des vétérinaires, ordre des experts-comptables. L'ensemble des organisations sociales et professionnelles sont mises sous tutelle de l’État. Par ailleurs, le régime de Vichy apporte un assouplissement des contraintes sur les congrégations religieuses.
Pour cette raison, mais aussi parce que les anciennes corporations apparaissaient comme incompatibles avec la liberté du commerce et de l'industrie, le terme corporatisme est connoté péjorativement en France. Cela explique la faiblesse des syndicats et plus généralement des corps intermédiaires, et la difficulté du dialogue social en France.

### Depuis 1945
À la Libération, la plupart des mesures du régime du Vichy sont annulées. Les syndicats sont de nouveau autorisés, les mises sous tutelles sont pour la plupart levées. Les ordres professionnels établis et l'assouplissement des contraintes sur les congrégations religieuses sont entérinés.
La liberté d'association devient un droit constitutionnel reconnu par les traités internationaux. Dans les années 1950, il se crée environ 5 000 associations chaque année. Ce chiffre double ensuite tous les dix ans pour atteindre 70 000 par an en 1992. Ce rythme s'est ensuite maintenu jusqu'en 2010.
Le 11 juillet 1956, le Conseil d'État consacre la liberté d'association comme principe fondamental reconnu par les lois de la République (PFRLR) par l'Arrêt Amicale des Annamites de Paris. Le Conseil constitutionnel le confirme par sa Décision Liberté d'association du 16 juillet 1971.
En France, les associations peuvent donc se constituer sans autorisation ni déclaration mais dans ce cas elles ne bénéficient pas de la capacité juridique de la personne morale, ce qui limite leurs possibilités d'action et engage la responsabilité personnelle de leurs dirigeants, notamment en cas de sinistre ou de conflit.
En janvier 2006, il existait en France plus d'un million d'associations déclarées dans lesquelles 1,6 million de salariés travaillent.
En 2008, 15,8 millions de personnes, soit un tiers des 16 ans et plus, étaient membres d'une association déclarée.

### Sources
- L'histoire étonnante de la Loi 1901 : le droit des associations avant et après Pierre Waldeck-Rousseau, Jean-Claude Bardout, Juris Éditions, 2001